# 伊號第二十三潛艦
伊号第二三潜水艦（いごうだいにゅうさんせんすいかん）是大日本帝国海軍伊一五型潜水艦的5号艦。

## 舰历
- 1939年 通过（昭和14年）第三次海軍補充計画（通称(3)計画）建造
  - 1月28日 在横須賀的海軍工廠开工建造
- 1941年9月27日竣工。参加珍珠港偷袭作战，之后参加美国西海岸沿岸通商破壊作战，但武运不佳,没有战果。
- 1942年（昭和17年）2月1日 在マーシャル・ギルバート諸島機動空襲中轻微受损，并就此出击追击敌方航空母舰
  - 2月14日 前往夏威夷方面，从此杳无音信。
  - 4月30日 确定战沉并除籍。

## 同名舰
关于1927年（昭和2年）竣工的初代伊号第二三型潜水艦，请查看伊号第一二三潜水舰。